# Euchlanis triquetra
Euchlanis triquetra is een raderdiertjessoort uit de familie Euchlanidae. De wetenschappelijke naam van deze soort is voor het eerst geldig gepubliceerd in 1838 door Ehrenberg.